# Tamsin Cook

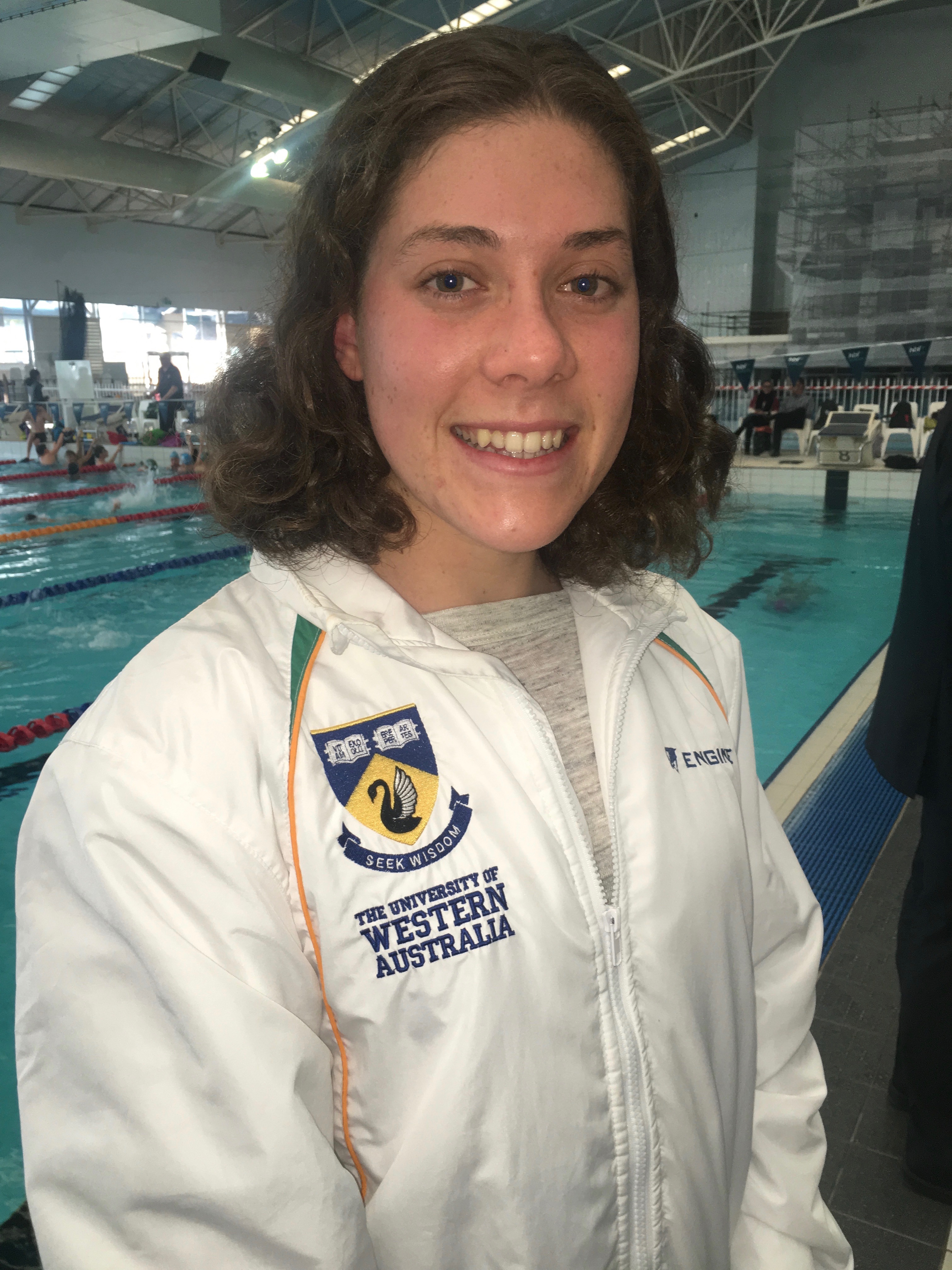
Tamsin Cook (2016)

Tamsin Cook (* 25. Dezember 1998 in Kapstadt, Südafrika) ist eine australische Schwimmerin. Sie gewann je eine Silber- und Bronzemedaille bei Olympischen Spielen.

## Karriere
Tamsin Cook wanderte mit ihrer Familie nach Australien aus, als sie acht Jahre alt war. Sie studierte an der University of Western Australia in Perth.
2015 siegte Tamsin Cook bei den Juniorenweltmeisterschaften in Singapur mit der 4-mal-200-Meter-Freistilstaffel und über 400 Meter Freistil. Über 200 Meter Schmetterling wurde sie Zweite und über 1500 Meter Freistil erreichte sie den vierten Platz.
Bei den Olympischen Spielen 2016 in Rio de Janeiro fand zunächst der Wettbewerb über 400 Meter Freistil statt. Cook schwamm die achtschnellste Vorlaufzeit. Im Finale wurde sie Sechste und lag damit vor ihrer Landsfrau Jessica Ashwood. Die 4-mal-200-Meter-Freistilstaffel erreichte mit Leah Neale, Bronte Barratt, Tamsin Cook und Jessica Ashwood die zweitschnellste Vorlaufzeit hinter dem Quartett aus den Vereinigten Staaten. Im Finale waren Leah Neale, Emma McKeon, Bronte Barratt und Tamsin Cook vier Sekunden schneller als die Vorlaufstaffel und schlugen als Zweite hinter Team USA an. Alle fünf beteiligten Australierinnen erhielten eine Silbermedaille. Tamsin Cook startete auch über 800 Meter Freistil, schied aber als 20. der Vorläufe aus.
Nach einer Verletzung bei einem Verkehrsunfall fiel Cook lange aus. Erst bei den 2021 ausgetragenen Olympischen Spielen in Tokio gehörte sie wieder zur Nationalmannschaft. Über 400 Meter Freistil schwamm sie die neuntbeste Vorlaufzeit und verfehlte den Finaleinzug um 0,73 Sekunden. In der 4-mal-200-Meter-Freistilstaffel schwammen Mollie O’Callaghan, Meg Harris, Brianna Throssell und Tamsin Cook die schnellste Vorlaufzeit. Im Finale erreichten Ariarne Titmus, Emma McKeon, Madison Wilson und Leah Neale den Anschlag drei Sekunden schneller als ihre Kolleginnen im Vorlauf. Diese Zeit reichte aber nur zum dritten Platz hinter den Staffeln aus China und aus den Vereinigten Staaten. Eine Bronzemedaille erhielten alle acht Australierinnen.
2022 und 2023 konnte sich Tamsin Cook nicht für internationale Meisterschaften qualifizieren.